# エリック・フォスネス・ハンセン

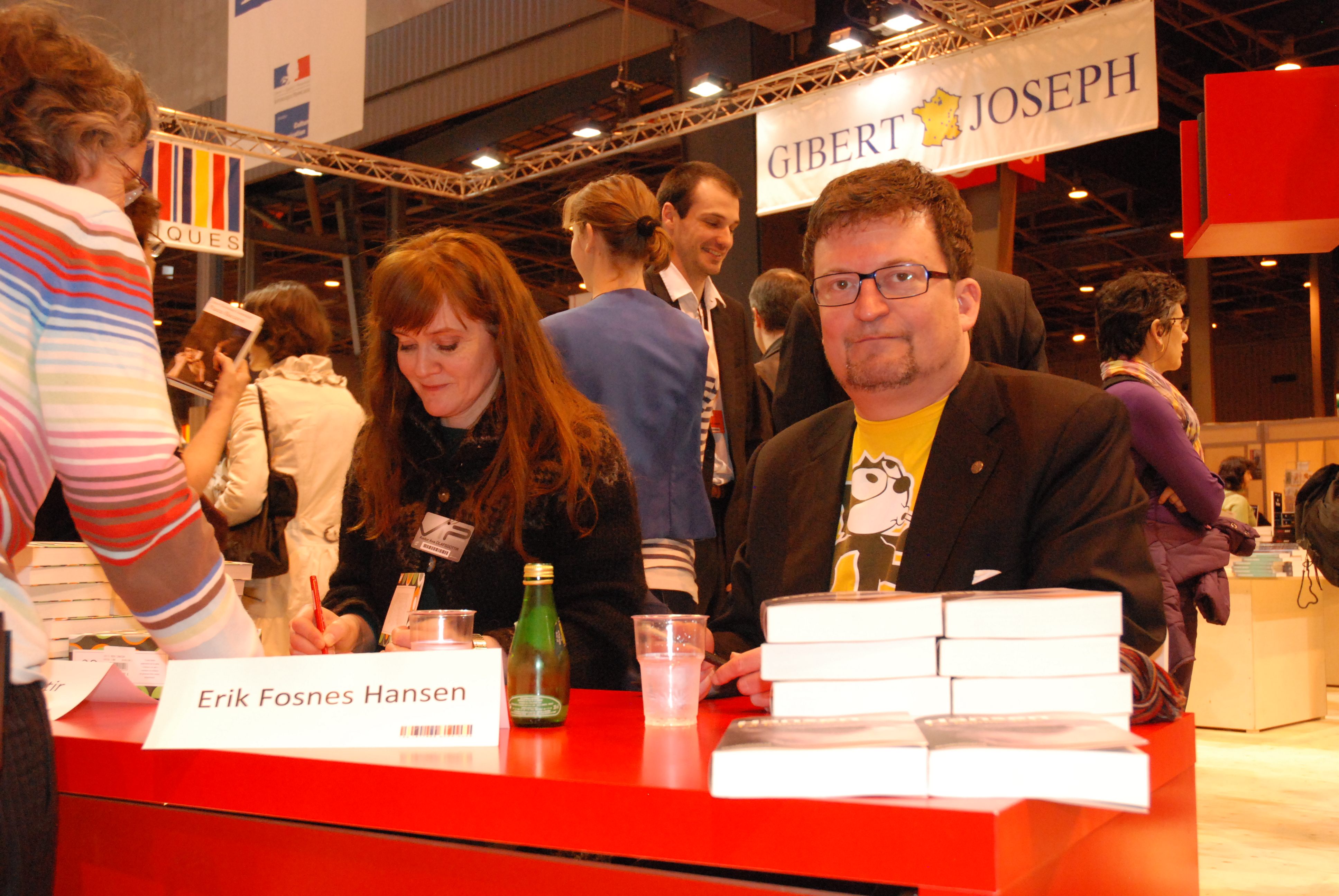
Auður Ava Ólafsdóttir and Erik Fosnes Hansen (March 2011)

エリック・フォスネス・ハンセン（Erik Fosnes Hansen、1965年6月6日 - ）とは、ノルウェーの作家。

## 経歴
(）
1965年ニューヨーク生まれ。1985年に中世を舞台にした長編 “Falketarnet”でデビュー。シェイブラー賞受賞。
同年、2作目の長編である『旅の終わりの音楽』の取材、執筆に取りかかった。
そして、5年の歳月をかけた1990年、本国ノルウェーで刊行。空前のベストセラーを記録する。
夫人とひとり息子とともに、ノルウェーのオスロ在住。

## 邦訳作品
- 『旅の終わりの音楽』村松 潔  (翻訳) 新潮社 新潮クレスト・ブックス 1998年 / 新潮文庫 2005年

## 作品
- 1985: Falketårnet
- 1990: Salme ved reisens slutt (Psalm at Journey's End)
- 1998: Beretninger om beskyttelse (Tales of Protection)
- 2001: Underveis, a portrait of Princess Märtha Louise of Norway
- 2005: Kokebok for Otto
- 2006: The Lion Woman
- 2016: Hummerliv (Lobster Life)
- 2020: Langs landeveien mellom Cottbus og Berlin (On the Road between Cottbus and Berlin)